# Zuiderzeeland

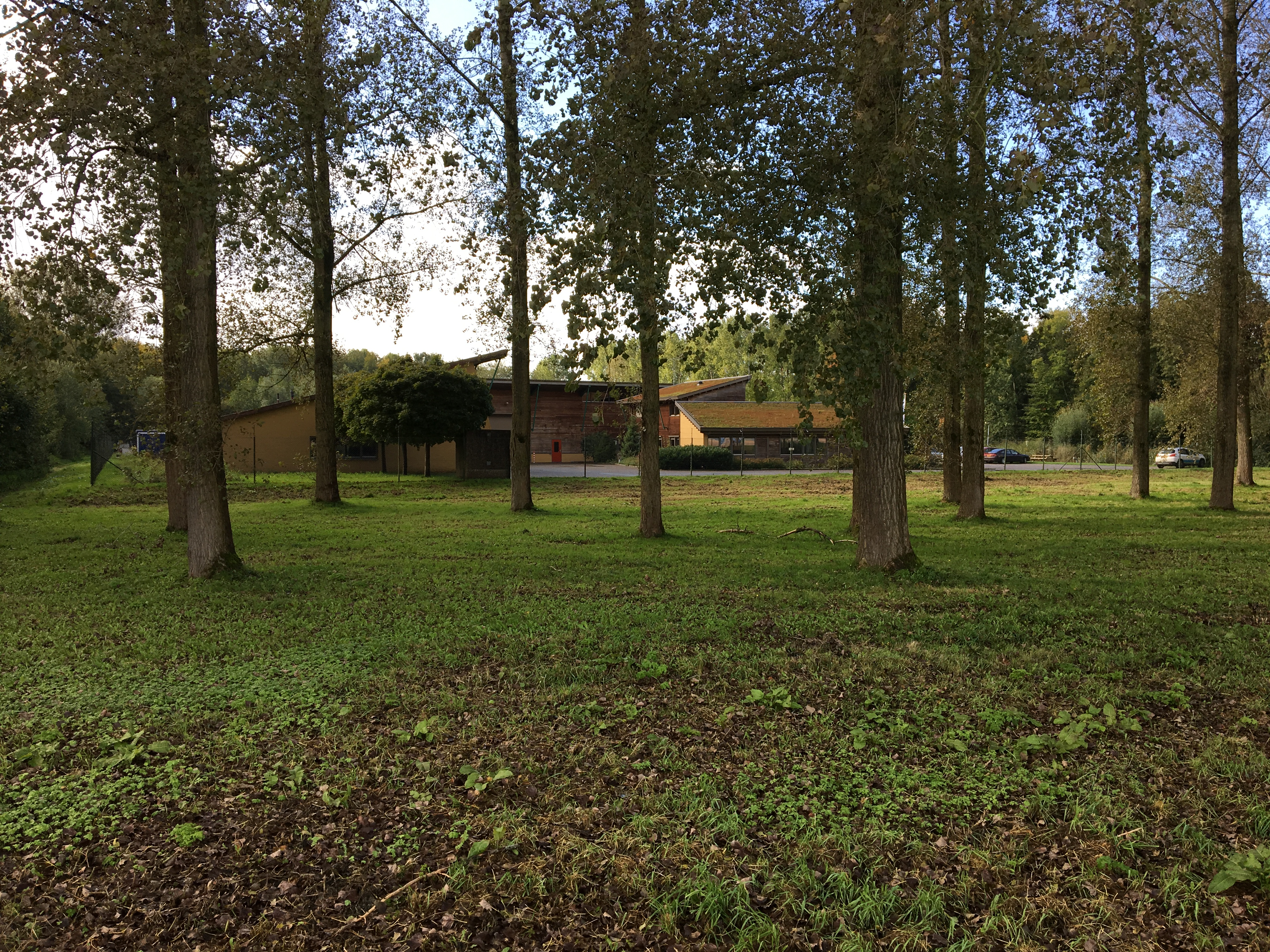
Kantoor Zuiderzeeland locatie Larserbos

Waterschap Zuiderzeeland is het waterschap in de Nederlandse provincie Flevoland en een klein gebied in Overijssel en Friesland. Het werkgebied van het waterschap omvat 150.000 ha land en twee meren (Vollenhovermeer en Kadoelermeer). Het gebied heeft ongeveer 400.000 inwoners.

## Taken
Op 3 januari 2000 is waterschap Zuiderzeeland ontstaan uit een fusie tussen waterschap Noordoostpolder en heemraadschap Fleverwaard. Ze kreeg ook een klein deel van het grondgebied dat in beheer was bij waterschap Groot Salland. Waterschap Zuiderzeeland beheert het water in de polders Oostelijk en Zuidelijk Flevoland en de Noordoostpolder. Ook de Blokzijler Buitenlanden (gemeente Steenwijkerland, provincie Overijssel) en de woonwijk Lemstervaart (in de gemeente De Friese Meren, provincie Friesland) horen bij het beheergebied van het waterschap.
Voor dit gehele gebied zorgt het waterschap voor: het onderhoud van dijken, vaarten en tochten, de bewaking van de waterkwaliteit, zuivering van afvalwater afkomstig van inwoners en bedrijven, en de handhaving van het waterpeil. Bovendien beheert het waterschap twee randmeren, het Kadoelermeer en het Vollenhovermeer. Tevens heeft het onder meer zeven hoofdgemalen en vijf rioolwaterzuiveringsinstallaties in beheer.

## Bestuur
De dijkgraaf van Waterschap Zuiderzeeland is Hetty Klavers. De Algemene Vergadering, het hoogste bestuursorgaan van het waterschap bestaat uit 25 leden, en heeft uit haar midden vier heemraden (vergelijkbaar met wethouders) gekozen: Jo Caris (Fractie Water, Wonen en Natuur), Tom Vereijken (namens de samenwerkende fracties VVD, 50PLUS en AWP), Andries Poppe (namens ChristenUnie/SGP en CDA) en Piet Boer (Fractie Ongebouwd en Werk aan Water).

## Cijfers
- 150.000 hectare land
- 251 kilometer dijken
- 1200 kilometer vaarten en tochten
- 5000 kilometer sloten
- 400.000 inwoners
- 7 hoofdgemalen
- 5 afvalwaterzuiveringsinstallaties, hoofdzuivering van het beheersgebied is AWZI Tollebeek.

Hier is in 2017 Ephyra in gebruik genomen. Bij dit proces wordt het slib van Lelystad en andere kleine zuiveringen verwerkt. De energiefabriek levert ongeveer 1 megawatt groene energie terug.

## Hoofdgemalen
Waterschap Zuiderzeeland beheert zeven hoofdgemalen:
- Gemaal Vissering (Urk) en Gemaal Buma (Lemmer/Rutten) bemalen de lage afdeling van de Noordoostpolder (39.000 hectare).
- Gemaal Smeenge (Kraggenburg) bemaalt de hoge afdeling van de Noordoostpolder (9000 hectare).
- Gemaal Wortman (Lelystad) bemaalt de lage afdeling van Oostelijk en Zuidelijk Flevoland.
- Gemaal De Blocq van Kuffeler (Almere) bemaalt de hoge en lage afdeling van Zuidelijk en Oostelijk Flevoland.
- Gemaal Lovink (Harderhaven) bemaalt de hoge afdeling van Oostelijk en Zuidelijk Flevoland.
- Gemaal Colijn (Ketelhaven) bemaalt de hoge en lage afdeling van Oostelijk en Zuidelijk Flevoland.

De hoge en lage vaarten in de Oostelijk en Zuidelijk Flevoland staan in open verbinding met elkaar, waardoor ze een gemeenschappelijke waterhuishouding hebben.